# Avro 504
L'Avro 504 est un biplan polyvalent britannique de la Première Guerre mondiale. Utilisé dès le début de la guerre comme avion de reconnaissance ou comme bombardier, puis comme avion d’école et chasseur de Zeppelins, l’Avro 504 a été construit en plus grand nombre qu’aucun autre appareil britannique durant la Première Guerre mondiale (8 340 exemplaires, dont 3 696 par Avro). Sa production ne devait s’achever qu’au début des années 1930 et quelques exemplaires étaient encore en service au début de la Seconde Guerre mondiale. Outre cette longévité remarquable, trois Avro 504 ont réalisé le premier bombardement stratégique de l’histoire en attaquant le 21 novembre 1914 les hangars à dirigeables de Friedrichshafen et un Avro 504 eut le triste privilège d’être le premier avion Allié abattu au front, le 22 août 1914.

## Origine
Fin 1912, Alliott Verdon-Roe entreprit de dessiner un biplan de sport qu’il souhaitait plus léger et plus facile à construire que l’Avro 500. Le fuselage à flanc plat reposait sur 4 longerons d’angle en bois, peu cintrés, tenus par des entretoises, l’ensemble étant raidi par des cordes à piano. Sur l’étambot venait s’articuler une gouverne de direction à compensation aérodynamique en forme de virgule, à la base de laquelle était fixée la béquille arrière de l’atterrisseur. Le train principal comportait deux jambes principales supportant les roues, amorties par interposition de blocs de caoutchouc et reliées par un essieu, et l’habituel patin central. La voilure comportait deux plans égaux, fortement décalés. Les panneaux d’aile étaient de type multilongeron, ne comportant que 5 nervures complètes, le profil étant tenu entre ces nervures par des lamelles de bois s’appuyant sur le bord d’attaque, le bord de fuite et les longerons. Le contrôle latéral était assuré par des « ailerons de gauchissement », c'est-à-dire des surfaces construites séparément de la voilure, mais dont extrémité interne était solidaire de l’aile. Ces ailerons, affectés d’une flèche de bord de fuite, étaient montés sur les deux plans, commandés par câbles et solidarisés par un mât de liaison. Le moteur était un Gnome rotatif de 80 ch.   
La construction du prototype fut lancée en avril 1913 et les essais en vol débutèrent discrètement à Brooklands en juillet, l’appareil devant être présenté au public à l’occasion du 2e derby aérien, une course organisée le 20 septembre 1913 à Hendon. Pour des raisons publicitaires l’Avro 504 effectua officiellement son premier vol le 18 septembre 1913. Piloté par Fred P. Raynham, pilote d’essais Avro, il se classa quatrième du Derby, à la vitesse moyenne de 107 km/h.

## Modifications et records pour le prototype
Après avoir participé à la course aérienne des deux Roses, le prototype fit l'objet de modifications avant d’entrer à Farnborough le 24 novembre 1913 pour y subit des essais officiels : le support du moteur fut modifié, un nouveau capot-moteur, galbé sur les côtés, donc plus aérodynamique, fut adopté, et les ailerons de gauchissement replacés par des ailerons classiques à corde constante, sans mât de liaison. La structure était aussi généralement renforcée. Avec un passager et du carburant pour un vol de trois heures, le prototype fut chronométré à 130 km/h pour une vitesse de décrochage de 69 km/h et une vitesse ascensionnelle initiale de 174 m/min. 
Le 4 février 1914, Raynham décolla de Brooklands, grimpa à 4 572 m, coupa le moteur et prit en vol plané la direction de Hendon, où il se posa sans avoir à remettre en route son moteur. Faute d’une présence officielle, le record d’altitude britannique (alors détenu par le captain J.M. Salmon sur B.E.2 avec 4 005 m) ne fut pas homologué. Six jours plus tard, Raynham décollait à nouveau, pour une tentative officielle cette fois, et atteignit 4 395 m avec un passager.          
En mars 1914, le Salon aéronautique d’Olympia, à Londres, fut l’occasion de présenter un jeu de flotteurs, interchangeables avec les roues, réalisé à la demande du Daily Mail. Le journal avait en effet acheté le prototype Avro 504 pour des démonstrations publicitaires et souhaitait pouvoir décoller et se poser en mer devant les villes côtières. Le moteur était également remplacé par un Gnome Monosoupape de 80 ch. Toujours piloté par Fred Raynham, l’Avro 504 effectua son premier vol comme hydravion à Paington en avril 1914. Le 4 août 1914, cet appareil se trouvait à Shoreham, sur ses flotteurs. Chargé de le remettre au War Office, Raynham fut victime d’une panne de moteur au décollage le 6 août et ne put éviter de s’écraser sur la terre ferme.

## Historique
Le premier appareil détruit au combat durant la Première Guerre mondiale est un Avro 504 de reconnaissance de la 5e escadrille de la Royal Flying Corps le 22 août 1914 abattu à coups de fusil par le 12e régiment de Grenadiers brandebourgeois  de la 5e division d'infanterie allemande à Marcq-lez-Enghien en Belgique. Le pilote et l’observateur sont tués.

## Versions
- Avro 504 : Au début de l’été 1914 le War Office passa commande de 12 appareils et l’Amirauté d’une machine. Les appareils de série se distinguaient du prototype par une nouvelle modification du fuselage, qui devenait symétrique par rapport à l’axe de référence. Les longerons supérieurs étaient donc cintrés de façon identique aux longerons inférieurs. 63 appareils furent livrés, utilisés par le Royal Flying Corps ou le Royal Naval Air Service comme biplaces non armés de reconnaissance et de bombardement stratégique, le pilote occupant le siège arrière[4].
- Avro 504A : Premier modèle produit en grande série (à partir du serial 2890), conservant le moteur Gnome de 80 ch, mais avec des ailerons d’envergure réduite et des mâts d’entreplan élargis. Pour améliorer la visibilité vers le bas le plan inférieur fut parfois désentoilé sur 30 cm en envergure à partir de l’emplanture. Appareils d’observation et de reconnaissance pour le RFC, de reconnaissance et de bombardement stratégique pour le RNAS, ces avions furent ensuite relégués aux écoles. Avro réalisa donc un kit de conversion pouvant être produit séparément et posé complet dans le fuselage afin d'équiper ces biplaces d’une double commande[4].
- Avro 504B : Version spécifiquement destinée au RNAS et apparue début 1915, qui se distinguait par l’apparition d’une longue dérive, prolongée par un gouvernail de direction sans compensation aérodynamique, un retour aux ailerons de grande envergure et une découpe arrondie à l’emplanture du plan inférieur, toujours pour améliorer la visibilité vers le bas. Ces modifications furent adoptées sur tous les modèles ultérieurs destinés au RNAS. L’Avro 504B fut aussi le premier modèle à recevoir une béquille arrière fixée au fuselage du même modèle que celle utilisée sur le B.E.2c et qui fut standardisée sur les versions ultérieures. Le cockpit arrière des premiers 504B était affecté d’un léger décrochement mais rapidement les longerons latéraux supérieurs reprirent leur forme normale, recevant même une armature circulaire permettant l’installation d’une mitrailleuse sur affût Scarff, les positions du pilote et de l’observateur ayant été inversées. Le moteur était en principe toujours un Gnome de 80 ch, mais les derniers exemplaires reçurent un Le Rhônede même puissance, la production du Gnome s’épuisant. Quelques Avro 504B furent employés en première ligne à Dunkerque et définitivement retirés du front au cours de l’été 1916. Un exemplaire fut équipé d’une crosse d’appontage pour essais sur navire[4].
- Avro 504C: L’autonomie de l’Avro 504 restant insuffisante pour certaines missions de reconnaissance ou pour donner la chasse aux Zeppelins, le RNAS commanda une version monoplace, le siège avant étant remplacé par un réservoir permettant de tenir l’air 8 heures. Le pilote occupait donc l’emplacement du poste arrière, sur lequel on retrouvait le décrochement latéral des premiers Avro 504B. Le moteur était un Gnome 80 ch, la voilure et l’empennage identique à ceux du 504B et, pour la chasse aux Zeppelins, une mitrailleuse Lewis fixe de 7,7 mm, orientée à 45°, tirant à travers une section non entoilée du plan supérieur, fut fixée devant le pilote de quelques appareils[4].
- Avro 504D : Destiné au RFC et similaire au précédent, mais empennage et ailerons du type A. Gnome Rotatif 80 ch.
- Avro 504E : La puissance du moteur Gnome d’origine devenant insuffisante, le RNAS demanda à Avro d’adapter un moteur plus puissant. Le montage d’un Gnome Monosoupape de 100 ch s’accompagna de nombreuses modifications : On alimenta le moteur par un système à dépression et le cockpit arrière fut reculé pour installer le réservoir non plus sous mais derrière le siège avant. Une modification du centrage qui fut compensée en réduisant de 60 à 23 cm le décalage des plans, ce qui entraina aussi une modification de la cabane, la fixation des mâts arrière devant être reculée[4].
- Avro 504F : Toujours à la demande de l’Amirauté, un Avro 504C [8603] fut modifié en 1916 pour recevoir un moteur en ligne 6 cylindres Rolls-Royce Hawk de 75 ch, moteur utilisé surtout sur les dirigeables souples. Il semble que cet avion ait été très agréable à piloter et 30 appareils furent commandés mais un seul probablement achevé. Le biplan restait sous motorisé et la commande fut convertie en modèles Gnome 80 ch[2].
- Avro 504G : Un certain nombre d’Avro 504B du RNAS furent modifiés pour l’entrainement au tir. Une mitrailleuse Lewis sur montage Scarff fut donc installée au poste arrière et une Vickers fixe placée sur le capot pour le pilote. L’appareil pouvait aussi assurer la défense territoriale autour des bases aéronavales britanniques ou faire fonction de chasseur de nuit[2].
- Avro 504H : Un Avro 504C fut mis à la disposition du Sqdn Cdr E.H. Dunning, pionnier de l’aviation embarquée, afin de tester la catapulte pour avions dessinée par R.F.Carey et construite par la firme Waygood-Otis. Le biplan fut renforcé, équipé de point de catapultage et d’un siège spécial pour le pilote. Dunning s’étant tué le 7 août 1917 en posant un Sopwith Pup sur le pont avant du HMS Furious, c’est le Flt. Cdr. R.E. Penny qui se porta volontaire pour le remplacer, le catapultage s’effectuant sans difficulté[2].
- Avro 504J : Apparue à l’automne 1916, cette nouvelle version recevait un moteur Gnome Monosoupape de 100 ch. Le bâti-moteur était inchangé mais le capot moteur était légèrement modifié par rapport aux autres versions à moteur rotatif. Souvent appelé Mono-Avro dans le RFC, à qui il était destiné, l’Avro 504J avait donc des ailerons courts et une gouverne de direction sans dérive, et les cellules commandées comme Avro 504A furent achevées en Avro 504J en fonction des livraisons de moteurs. Destiné uniquement à l’entrainement, cet appareil était équipé d’un tube acoustique permettant à l’instructeur de communiquer avec son élève[4]. L'Avro 504J arriva en écoles début 1917, au moment où le Major Smith-Barry mettait au point la ‘Méthode Gosport’ de formation ab initio des pilotes. Répondant franchement aux commandes, relativement puissant pour l’époque et équipé d’un moteur rotatif comme la majorité des avions de première ligne, le 504J passait aussi toutes les figures de voltige connues à l’époque. Il apparut donc comme l’avion le mieux adapté à la formation au pilotage et fut à la base d’une méthode d’entrainement utilisée par la RAF jusqu’à la fin de la Seconde Guerre mondiale. Fin 1916 Avro avait reçu instruction de se préparer à produire des B.E.2c à la place des Avro 504. Le choix de l’Avro 504J comme avion d’entrainement standard britannique relança la production.

Pour autant, ce choix posait d’autres problèmes. Le Gnome Monosoupape n’étant plus monté sur les avions envoyés au front, les commandes de ce moteur avaient été réduites et des solutions de substitution s’imposaient. Or il existait sur les parcs, en France comme au Royaume-Uni, des stocks de moteurs rotatifs. Certains 504J furent donc équipés d’un moteur Le Rhône de 80 ch, facilement adaptable sur le bâti-moteur standard. La School of Special Flying de Gosport devenue une pépinière de spécialistes du Mono Avro, les pilotes y étant encouragés à pousser leur monture à la limite, un certain nombre de modifications furent aussi apportées à quelques appareils pour tenter de les améliorer : le [B.4264] reçut une voilure à envergure réduite, avec un seul jeu de mâts d’entreplan de chaque côté du fuselage, puis une voilure standard dont l’entreplan était ramené à 1,55 m. C’est également à Gosport que fut installé en 1917 un moteur Clerget de 130 ch sur le [B.3157]. Un autre appareil [C.4364] fut converti en monoplace de chasse avec une mitrailleuse Lewis au plan supérieur.    
- Avro 504K : C’est probablement sur une suggestion du Lt.Col Smith-Barry [2]. ue l’ingénieur H.E. Broadsmith développa au sein du bureau d’études de la firme A.V. Roe and Co un bâti-moteur permettant d’adapter indifféremment sur l’Avro 504J un Gnome Monosoupape de 100 ch, un Le Rhone rotatif de 110 ch ou un Clerget (en) rotatif de 130 ch. Les cellules disposant de ce bâti-moteur furent désignées Avro 504K, sans référence au moteur utilisé, et recevaient un nouveau capot-moteur, ouvert sur l’avant et à la base. L’Avro 504K fut de loin le modèle le plus construit. Outre un bon nombre d’Avro 504J modifiés, les  Avro 504A et J en cours de production furent achevés avec le nouveau bâti-moteur[4].

La guerre terminée on vit des Avro 504K remotorisés avec des moteurs Green 100 ch, Anzani 100 ch, Bristol Lucifer de 100 ch (avec une importante casserole d’hélice et des radiateurs de bord d’attaque), Curtiss 150 ch, A.B.C. Wasp de 170 ch, et même Hispano-Suiza de 220 ch en Australie. The Sunbeam Motor Car Co. Ltd, qui avait construit durant la guerre des Avro 504A, J et K, modifia en 1918 un Avro 504K pour recevoir un moteur 6 cylindres en ligne Sunbeam Dyak de 100 ch. 
En 1918 des jeux de voilure à structure métallique furent envoyés en Égypte et montés sur plusieurs Avro 504K afin d’étudier l’effet du climat local sur les structures métalliques, comparativement aux structures en bois. Parmi les 504K modifiés à titre expérimental, citons le [F8940] qui reçut en 1924 une dérive et un gouvernail de direction s’étendant sous le fuselage, le train avant étant également modifié pour en élargir la voie. Un autre appareil [H2402] fut modifié de la même manière, mais avec des ballasts dans la queue et le poste arrière, afin d’étudier la réaction de l’avion à des angles d’attaque supérieurs à 28°.     
La Première Guerre mondiale terminée S.M. le Roi Georges V, souhaita offrir aux pays du Commonwealth ayant participé à l’effort de guerre un certain nombre d’avions des surplus afin de les encourager à maintenir une présence britannique dans le ciel de l’Empire. Dans le cadre de cette Donation Impériale de nombreux Avro 504, principalement des Avro 504K ayant peu volé, furent distribués à l’Afrique du Sud, l’Australie, le Canada, l’Inde et la Nouvelle-Zélande. Un grand nombre d’Avro 504K devait aussi passer sur le registre civil britannique à la fin de la Première Guerre mondiale. Pas moins de 276 avaient reçu une immatriculation civile début 1929, mais ils commençaient à être remplacés par les de Havilland Moth et Avro Avian.  
- Avro 504K Mark II : Modèle hybride formé en montant sur une cellule d’Avro 504N un moteur Clerget (en) rotatif de 130 ch. Plusieurs appareils construits, dont deux [G-ADGM/N] pour le marché civil en 1935[2].
- Avro 504L : Un Avro 504K à moteur Clerget 130 ch  [C.4329] fut équipé peu avant l’Armistice de deux flotteurs à simple redan à la place des roues avant et d’un flotteur arrière. Ce fut la dernière version réalisée durant la Première Guerre mondiale. Une petite série fut réalisée après la guerre avec moteur Bentley B.R.1 de 150 ch.
- Avro 504M : Au cours de l’été 1919 une cellule d’Avro 504K fut équipée d’un Gnome Monosoupape de 100 ch et d’une cabine triplace entièrement fermée. Ce modèle, qui pouvait également recevoir un Bentley B.R.1 de 150 ch ne connut aucun succès[2].
- Avro 504N : En 1922 un Avro 504K [E9265] fut modifié pour recevoir un Armstrong Siddeley Lynx en étoile de 150 ch, combiné avec de nouveaux ailerons de corde décroissante en envergure. Retenu en 1925 par l’Air Ministry pour succéder à l’Avro 504K comme avion d’entrainement standard, l’Avro 504N fut construit jusqu’en 1931. C'est donc le dernier modèle à avoir été produit en série. Par rapport au prototype les appareils de série se distinguaient par d’adoption d’un train principal à amortisseurs oléo-pneumatiques, le carburant était contenu dans des réservoirs plaqués sous le plan supérieur, et les flancs du fuselage étaient arrondis[5]. En cours de production, la puissance du moteur Lynx fut portée à 160, puis 180 et 215 ch, tandis que des ailerons Frise rectangulaires apparurent sur les derniers modèles. Comme l’Avro 504K, l’Avro 504N fut apprécié sur le marché civil, le plus souvent avec un moteur 5 cylindres en étoile Armstrong Siddeley Moongoose de 150 ch. Cet avion était particulièrement apprécié pour le remorquage de bannières publicitaires[2].
- Avro 504O : Version hydravion du 504N avec moteur Armstrong Siddeley Lynx IVc et, parfois, une dérive similaire à celle du 504L[2].
- Avro 504P : Biplace côte à côte.
- Avro 504Q : 1 Avro 504N [G-EBJD] équipé par A.V.Roe & Co Ltd de deux flotteurs en catamaran pour les besoins de l’expédition polaire de l’université d’Oxford. Le pilote occupait le poste avant, ouvert, mais deux passager étaient installés dans une cabine fermée aménagée dans le fuselage, dont le dessin n’était pas modifié, mais qui était percé de hublots latéraux et d’une porte d’accès à tribord[2].
- Avro 504R Gosport : Apparu au printemps 1926, ce modèle disposait initialement d’un Gnome  Monosoupape de 100 ch amélioré sous un capot moteur plus largement ouvert vers l’avant, remplacé par la suite par un Bristol Lucifer de 100 ch puis un Armstrong Siddeley Mongoose de 150 ch. Le fuselage était un fuselage classique d’Avro 504K mais avec des flancs arrondis à la façon de celui de l’Avro 504N et les cockpits modifiés, comme l’alimentation en carburant, les ailerons avaient une corde décroissante en envergure et la corde du plan central était réduite. Certains de ces appareils furent équipés de mâts d’entreplan moins épais. En décembre 1926 Hinkler et Leeming se posèrent au sommet du mont Helvellyn à bord d’un Avro 504R [G-EBPH] modifié pour recevoir un moteur 5 cylindres Avro Alpha de 100 ch et un atterrisseur d’Avro 504N[2].
- Avro 504S : Redésignation des Avro 504R à moteur Bristol Lucifer de 100 ch[2]. Avion d'entraînement biplace. Construit sous licence au Japon par Nakajima.
- Yokosuka K2Y1

Version japonaise de l'Avro 504N, portant la désignation longue Yokosuka Navy Type 3 Primary Trainer, propulsé par un moteur à piston radial Armstrong Siddeley Mongoose de 130 ch (97 kW) construit par Mitsubishi, 104 exemplaires.
- Yokosuka K2Y2

Version améliorée du K2Y1, propulsé par un moteur Gasuden Jimpu 2 à pistons radiaux de 160 ch (120 kW). 360 exemplaires construits (K2Y1 et K2Y2) Les avions construits par Watanabe ont reçu la désignation longue Watanabe Navy Type 3-2 Land-based Primary Trainer.
- U-1 (Uchebnyi - 1) Avrushka

Copie russe du Avro 504K. Plus de 700 exemplaires construits.
- MU-1 (Morskoy Uchebnyi - 1)

Version russe de l'hydravion
- Orlogsværftet Flyvemaskineværksted LB.I - Production danoise à l'arsenal maritime royal (Orlogsværftet)[8]

## Production
- Avro 504 : 1 prototype et 63 appareils de série par A.V.Roe and Co
- Avro 504A : 685 par A.V.Roe and Co, 150 par S.E. Saunders Ltd, 100 par The Bleriot & Spad Aircraft Works, 300 par The Humber Motor Co Ltd, 200 par Parnall & Sons (en) et 50 par The Eastbourne Aviation Co Ltd, soit 1 485.
- Avro 504B : 60 par A.V.Roe and Co Ltd, 110 par Parnall and Sons, 60 par The Sunbeam Motor Car Co Ltd et 20 par The Regent Carriage Co Ltd, soit 250.
- Avro 504C : 50 par The Brush Electrical Engineering Co Ltd et 30 par A.V.Roe and Co Ltd, soit 80.
- Avro 504D : 6 par A.V.Roe and Co Ltd.
- Avro 504E : 10 par A.V.Roe and Co Ltd.
- Avro 504J : 1350 par A.V.Roe and Co Ltd, 300 par Harland and Wolff Ltd, 200 par The Sunbeam Motor Car Co Ltd et 150 par The Brush Electrical Engineering Co Ltd, soit 2 000.
- Avro 504K : 400 par Frederick Sage and Co Ltd, 250 par The Henderson Scottish Aviation Factory, 450 par Hewlett and Blondeau Ltd, 550 par The Humber Motor Co Ltd, 900 par The Grahame-White Aviation Co Ltd (en), 250 par Parnall and Sons, 300 par Harland and Wolff Ltd, 200 par Morgan and Co, 100 par Savages Ltd, 1 650 par A.V.Roe and Co Ltd, 100 par The Eastbourne Aviation Co Ltd, 350 par The Brush Electrical Engineering Co Ltd, 350 par The Sunbeam Motor Car Co Ltd, soit 5 850 commandés à l'industrie britannique. Toutes ces commandes n'ont probablement pas été achevées, l'Armistice entrainant l'annulation des commandes, mais il faut ajouter les appareils produits sous licence hors du Royaume-Uni : 15 par l’Australian Aircraft and Engineering Co Ltd, 28 par SABCA, 2 par Canadian Aeroplanes Ltd, Toronto, 250 par Nakajima Hikoki Seisaku Sho, 30 par Aichi Watch and Electric Machinery Co, et 737 en URSS. soit 1 062 appareils. Ce qui donne un total théorique de 6 912 Avro 504K.
- Avro 504L : 7 par [Avro|A.V.Roe and Co Ltd], 6 par The Eastbourne Aviation Co Ltd et 4 par Nakajima au Japon, soit 17.
- Avro 504N : 555 par A.V.Roe and Co Ltd, 5 par le Danish Naval Shipyard, 1 par Canadian Vickers Ltd et 31 par SABCA en Belgique, soit 592, plus environ 80 Avro 504K modifiés.
- Avro 504R : 28 par A.V.Roe and Co Ltd et 34 sous licence par Fábrica Militar de Aviones, soit 62.

Le total général est donc de 11 478 appareils. Certains appareils en cours de construction en 1918 ne furent pas achevés ou livrés en pièces détachées, d'autres construits ou reconstruits à partir de cellules accidentées ou de pièces de rechange. Les versions réalisées par modification de modèles de base ne sont pas reprises dans ce total, ni les appareils dérivés de l'Avro 504, comme l'Avro 521

## Utilisateurs
- Afrique du Sud : La SAAF a utilisé au moins 6  Avro 504K jusqu’en 1929, et un nombre indéterminé d’Avro 504N servirent dans les écoles jusqu’en 1941.
- Reich allemand : La Luftwaffe a saisi divers appareils, utilisés pour le remorquage de planeurs ou dans les écoles de mécaniciens.
- Argentine : 28 Avro 504R Gosport furent achetés au Royaume-Uni pour l'aviation militaire ainsi qu'une licence de production qui permit à FMA de produire 31 exemplaires supplémentaires.
- Australie :
- Belgique :
- Brésil : 4 Avro 504N  ont été achetés par la marine.
- République de Chine : En 1920 la filiale pékinoise de Vickers Ltd vendit quelques Avro 504K aux forces Chinoises[2].
- Canada :
- Chili : 6 Avro 504N ont été livrés à l’aéronavale chilienne, qui les baptisa Avro 5040.
- Cuba : Quelques Avro 504K ont figuré sur le registre civil cubain.
- Danemark :
- États-Unis : à la suite de plusieurs démonstrations effectuées par l’Attaché Militaire britannique à Washington, qui s’était fait envoyer un Avro 504K durant l’hiver 1917-1918, l’armée américaine passa commande d’une grande quantité de biplans britanniques. 52 Avro 504K seulement furent livrés à l’AEF, et utilisés à Issoudun pour familiariser ses pilotes au maniement des avions à moteur rotatif ou l’entrainement à la voltige. La guerre terminée on trouvera quelque 504K sur le registre civil.

- Finlande :

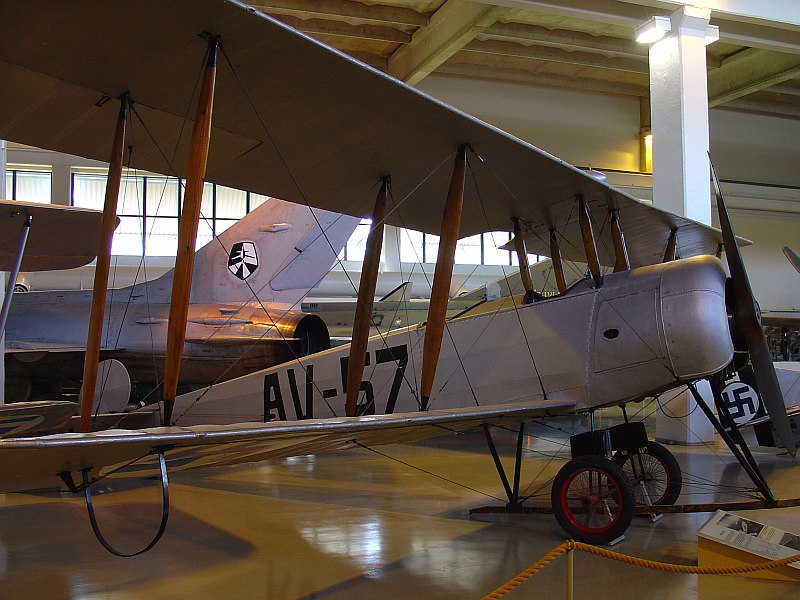
Avro 504K, Armée de l'air finlandaise

- Grèce : 6 Avro 504N livrés à la Marine étaient toujours en service au début de la Seconde Guerre mondiale.
- Guatemala : Utilisation civile uniquement de plusieurs Avro 504K.
- Inde :La Donation Impériale attribua à cette turbulente colonie 60 Airco DH.9 et 40 Avro 504J/K à moteur Gnome Monosoupape de 100 ch. À leur arrivée à Karâchi, ces appareils furent stockés et finalement offertes gratuitement à ceux qui pouvaient les enlever[2]. La Royal Air Force profita de l’occasion et récupéra 20 appareils.
- Japon :
- Mexique : TNCA a construit sous licence des Avro 504, baptisés au Mexique Avro Anáhuac.
- Norvège :
- Nouvelle-Zélande :
- Pays-Bas :
- Portugal :
- Royaume-Uni :
- Suède :
- Thaïlande : 20 Avro 504N furent livrés à l’aviation militaire.
- Union soviétique : 737 Avro 504K furent produits sous licence en URSS. Équipés d’une copie du Le Rhône 110 ch désignée M-2 et baptisés U-1 Avrushka, ces appareils restèrent en service jusqu’en 1944, remplacés finalement par des Polikarpov U-2.

## Dans les musées
Il subsiste heureusement un certain nombre d'appareils originaux, mais aussi des copies, dont quelques exemplaires en état de vol. Cette liste n'est pas exhaustive.
- Allemagne : Luftwaffenmuseum de Berlin-Gatow (un Avro 504K).
- Danemark : Danmarks Flyvemuseum de Billund (Avro 504K s/n 50, codé 110)
- Norvège : Norsk Teknisk Museum d'Oslo (Avro 504K 2879)
- Royaume-Uni : Brooklands Museum de Weybridge (Avro 504K G-AACA, une copie), Museum of Flight d'East Fortune (Avro 504K), Museum of Army Flying de Stockbridge (Avro 504K D7560), Manchester Museum of Science and Industry (Avro 504K G-ABAA), Royal Air Force Museum de Hendon (Avro 504K E449), Southampton Hall of Aviation (Avro 504J C4451 - copie de l'appareil sur lequel le Prince Albert, futur roi George VI, apprit à piloter). La Shuttleworth Collection à Old Warden, entretient en état de vol un Avro 504K (H5199/G-ADEV).